# Horní Příbraní
Horní Příbraní (též Horní Příbrání nebo Horní Sinetschlag, německy Obersinnetschlag) je zaniklá vesnice v katastrálním území Dolní Příbraní u Pohorské Vsi v okrese Český Krumlov.

## Historie
První písemná zmínka o vesnici pochází z roku 1607. Horní Příbraní bylo při sčítání lidu v letech 1869–1910 pod názvem Horní Sinetschlag osadou obce Dolní Sinetschlag (německý název pro Dolní Příbraní) v okrese Kaplice. Při sčítání v letech 1921–1930 se používal název Horní Příbraní. V roce 1938 zde stálo 16 domů a žilo zde 108 obyvatel. V letech 1938 až 1945 bylo Horní Přibraní v důsledku uzavření Mnichovské dohody přičleněno k nacistickému Německu. Po druhé světové válce vesnice zanikla.